# Alonso Meléndez
Alonso Eduviges Meléndez Rodríguez (Punto Fijo, Estado Falcón, Venezuela, 28 de enero de 1982) es un sindicalista y activista venezolano, Ingeniero Pesquero militante del partido político Bandera Roja en el estado Falcón. Fue detenido arbitrariamente el 5 de julio de 2022.

## Carrera
Es Ingeniero Pesquero egresado de la Universidad Nacional Experimental Francisco De Miranda, con diplomado en Docencia Universitaria y diplomado en Derecho Laboral y Gestión del talento Humano, ambos certificados por la Universidad Pedagógica Experimental Libertador, Maestrante de la cohorte XX del postgrado en, Maestría en Gerencia Pública de la Universidad Nacional Experimental Francisco De Miranda para el momento de su detencion arbitraria. Ha laborado en el Centro de refinación Paraguaná CRP, en Amuay y en Cardón como asistente de planificación, medición de obra y como capataz de mecánica, ejerció el cargo de Jefe de servicios al cliente y participación social Paraguaná en la empresa Hidrofalcon, y en la empresa Corpesca como coordinador del estado Falcon.  
Ha sido tutor industrial en pasantías y tesis de estudiantes de la Universidad Nacional Experimental Francisco De Miranda y tutor institucional de tesis de estudiantes de la Universidad Nacional Experimental de las Fuerzas Armadas.
En 1997 a los 15 años lo incorpora a la UJR su hermana Marjory quien para esa época estudiaba Medicina Veterinaria en la UNEFM núcleo el hatillo. A finales de 1998 comienza a estudiar Ingeniería Agronomica en la UNEFM núcleo el hatillo, luego en el año 2000 pasa a estudiar Ingeniería Pesquera en la UNEFM núcleo el sabino, participando en las luchas estudiantiles en toda esa etapa, participó en el XVII Campamento Internacional de la Juventud Antifascista y Antiimperialista CIJAA San Juan de los Morros Venezuela agosto del 2000 "Es Tiempo de Cambiar al Mundo". Fue miembro del Comité Directivo Regional CDR de la Unión de Jóvenes Revolucionarios, Juventud del Partido Bandera Roja en el estado Falcon, Responsable Político de la UJR en Paraguaná. Es miembro del Comité Político Regional CPR Chema Saher de Bandera Roja en el Estado Falcon y miembro del Comité Político Local CPL Ali Primera de Bandera Roja en La Península de Paraguaná.
Ha ejercido activismo sindical en el estado Falcón, además de activista en luchas sociales. ha participado en la Coordinadora Democrática municipio Carirubana, en el Frente Amplio Venezuela Libre municipio Los Taques, en la Plataforma Nacional de Conflicto Estado Falcon. Activismo y participación en Consejo Comunal La Florida del municipio Los Taques y Consejo de Pescadores y Pescadoras Acuicultores y Acuicultoras Aurora del municipio Los Taques.

## Detención
Meléndez fue arrestado en la tarde del 5 de julio de 2022 por agentes estatales que no identificaron el cuerpo, reteniendo a su familia y allanando su vivienda. Bandera Roja no pudo comunicarse con Meléndez y denunciaron la detención como una desaparición forzosa en su momento. Su arresto fue la tercera detención relacionada con el partido Bandera Roja en los últimos dos días.
La organización no gubernamental Foro Penal incluyó a Meléndez en su registro de presos políticos en el país. La detención también fue descrita como arbitraria por la plataforma Alerta Venezuela (conformada por Acceso a la Justicia, el Centro de Derechos Humanos de la Universidad Católica Andrés Bello, Civilis Derechos Humanos, la Coalición de Organizaciones por el Derecho a la Salud y la Vida y Espacio Público), la cual también denunció que recientemente las fuerzas de seguridad también habían efectuado detenciones arbitrarias en contra de varias dirigentes sindicales, activistas de derechos humanos y contra sus familiares. Un total de 108 organizaciones no gubernamentales y sindicatos exigieron la liberación de Alonso, junto a la de seis activistas y sindicalistas que fueron detenidos la misma semana. El partido político Bandera Roja denunció que «La represión se extiende a varios militantes de nuestro partido», responsabilizando a Nicolás Maduro por las detenciones y de la vida de sus militantes detenidos. En agosto de 2023 fue condenado a 16 años de prisión por "conspiración" y "asociación para delinquir" junto a Reynaldo Cortés, Alcides Bracho, Néstor Astudillo, Gabriel Blanco y Emilio Negrín. Fue excarcelado el 20 de diciembre de 2023.

## Vida personal
Hijo de Carmen Rodríguez y Alonso Melendez, Alonso Meléndez. Tiene 3 hermanas, Marjory, Almenia, Bárbara. Está casado con Yesifer Requena y tienen 3 hijos: Laionel David, Alondra Isabel, Alonso Daniel.  